# Уніка Цюрн
У́ніка Цюрн (нім. Nora Berta Unica Ruth Zürn; 6 липня 1916, Берлін — 19 жовтня 1970, Париж) — німецька письменниця, художниця, скульптор.

## Біографія
У 1930-х рр. працювала сценаристом, монтажером, постановником рекламних фільмів в берлінському кіноконцерну «УФА». 1942 року вийшла заміж, після війни розлучилася, діти залишилися під опікою батька. 1953 року зблизилася в Берліні з Гансом Беллмером, стала його подругою і моделлю, переїхала з ним в Париж. Познайомилася з Бретоном, Дюшаном, Маном Реєм, Анрі Мішо, Максом Ернстом. Після важкого аборту (1960 рік) кілька разів лікувалася від психічного розладу. У 1970 році Беллмер переніс інсульт, який зробив його практично нерухомим. Незабаром Цюрн в стані депресії потрапляє в психіатричну клініку з діагнозом шизофренія. Після виходу з лікарні, 19 жовтня 1970 року вона накладає на себе руки, викинувшись з балкона паризької квартири на вулиці Плен (20-й округ).

## Творчість і визнання
Найбільш відомі твори письменниці були створені в 1950-х і 60-х роках. Опубліковані нею тексти включають в себе Hexentete (1954), книгу поетичних анаграм, супроводжуваних малюнками Уніки, а також напів автобіографічний твір Темна весна (Dunkler Frühling, 1967) і Жасминова людина (Der Mann im Jasmin, 1971), обидва з яких набули статусу культових в Парижі. Часто в рукописах висловлювалася крайня агресія відносно жіночого тіла, що складається, в основному, з внутрішнього діалогу.
Більшість її зрілих текстів, навіть якщо явно не являють собою автобіографію, багато в чому нагадують життєвий досвід автора. «Темна весна» — роман, що оповідає про недовге життя молодої дівчини, яка зустрічає на шляху своєму перші сексуальні фантазії, і досвід, настільки фаталістично подібний їм, агонізуючи і відчуваючи поодинокі сутички з душевним розладом, що зароджувався. У книзі присутні кілька повторюваних архетипових персонажів: ідеалізований батько, зневажена мати і неспокійна дівчина з мазохістськими нахилами. Разючий той факт, що смерть Цюрн здається передбачена в тексті, оскільки головна героїня твору фатальним чином здійснює самогубство, вистрибуючи з вікна своєї спальні. Посмертно опублікований «Der Mann im Jasmin», а також розширена версія «Das Haus der Krankheiten» — це проникливі дослідження психічного колапсу, в яких детально описуються психологічні переживання Уніки і її численні госпіталізації. Жахлива повість «Die Trompeten von Jericho», що дарує читачеві тривожну розповідь про пологи, відносно недавно була опублікована англійською мовою.
Незважаючи на те, що Уніка стала автором кілька картин на початку 1950-х років, в основі своєї роботи художниці виконувалися в чорнилі, олівці і гуашшю. Малюнки поставали перед глядачем у вигляді фантастичних світів, точно заселеними уявними рослинами, химерами і аморфними гуманоїдними формами, іноді з декількома парами осіб, що виходять з їх перекручених тіл. Очі їх всюдисущі. Живописні твори поповнювалися хитромудрими і часто повторюваними відмітками.
Цюрн — одна з небагатьох жінок, пов'язаних з рухом сюрреалістів; також в нього причетні: Леонора Каррінгтон, Доротея Таннінг, Кей Сейдж, Ейлін Агар і Леонор Фіні.
Анаграматичні вірші Цюрн поклала на музику Ізабель Мундра (2002), Альфредо Тізокко (2006).

## Твори

### Проза
- Hexentexte (1954)
- Die Trompeten von Jericho (1968)
- Dunkler Frühling (1969)
- Der Mann im Jasmin (1977)
- Im Staub dieses Lebens (1980)
- Das Weiße mit dem roten Punkt (1981)
- Das Haus der Krankheiten (1986)
- Les jeux à deux (1989)
- Orakel und Spektakel (1990)
- Lettres au docteur Ferdière (1994, у співавторстві з Г. Беллмером)
- Vacances à Maison Blanche: derniers écrits et autres inédits (2000)

### Зведені видання
- Gesamtausgabe. Bd.1-6. Berlin, 1988—2001

### Каталоги виставок
- Unica Zürn: Aquarelle, Zeichnungen, Radierunge. Hannover, 1967
- Unica Zürn: Bilder 1953—1970. Berlin, 1998.
- Unica Zürn. Paris: Panama; Halle Saint-Pierre, 2006